# وست فالز چرچ (ویرجینا)
وست فالز چرچ (به انگلیسی: West Falls Church) یک منطقهٔ مسکونی در ایالات متحده آمریکا است که در شهرستان فرفکس، ویرجینیا واقع شده‌است. وست فالز چرچ ۱۳٫۰ کیلومتر مربع مساحت و ۲۹٬۲۰۷ نفر جمعیت دارد و ۱۰۱ متر بالاتر از سطح دریا واقع شده‌است.